# Mon trésor
Mon trésor è l'ottavo album del cantautore italiano Massimo Bubola, pubblicato nel 1997.

## Descrizione
Tutte le canzoni sono scritte da Massimo Bubola; Svegliati San Giovanni è ispirata ad un'antica invocazione del Salento leccese, Dino Campana, che racconta dell'omonimo poeta, contiene dei riferimenti al volume La notte della cometa di Sebastiano Vassalli (che racconta la vita e la morte del poeta) ed alla poesia Sibilla intona la cantata della veglia di Silvia Tessitore, mentre Rosso su verde è una canzone tratta da una lettera d'amore mai spedita trovata sul corpo dello zio di Bubola, il tenente dell'esercito Ottorino Bubola, che doveva spedirla alla sua fidanzata ma che morì durante la prima guerra mondiale.
Tra gli altri brani da ricordare L'usignolo (in cui Bubola si ispira alle Murder Ballads di Nick Cave) e Lunga vita a Johnny, sequel della canzone Johnny lo zingaro, incisa dal cantautore nell'album Amore e guerra, ma prima ancora lanciata dal gruppo dei Gang nel disco Le radici e le ali.
Tra i musicisti che partecipano alla realizzazione del disco vi sono tre componenti del complesso dei Nomadi: Danilo Sacco, Cico Falzone e Andrea Pozzoli.
Registrato allo Studio Highland di Milano nei mesi di maggio e giugno 1997, il tecnico del suono è Dario Caglioni, mentre il mixaggio è stato effettuato negli studi Stonehenge di Peschiera Borromeo da Pino Pischetola.

## Tracce
1. Corvi – 5:49
2. Ma non ho te – 4:36
3. L'usignolo – 7:03
4. Mio capitano – 5:18
5. Rosso su verde – 3:25
6. Cuori ribelli – 5:05
7. Lunga vita a Johnny – 4:56
8. Dino Campana – 6:02
9. Addio & Goodbye – 4:17
10. Spegni la luce – 4:27
11. Svegliati San Giovanni – 4:11
12. Davanti a te – 5:13
13. Mon Tresor – 3:18

Durata totale: 63:40

## Formazione
- Massimo Bubola – voce, chitarra elettrica, chitarra acustica, armonica a bocca
- Marco Vignuzzi – chitarra acustica, lap steel guitar
- Piero Trevisan – basso
- Moreno Marchesin – batteria, percussioni, seconda voce in L'usignolo
- Claudio Bazzari – chitarra elettrica, chitarra acustica, slide guitar
- Giovanni Boscariol – pianoforte, organo Hammond
- Max Gabanizza – basso
- Alessandro Simonetto – fisarmonica, mandolino
- Cico Falzone – chitarra elettrica, cori, chitarra acustica in Cuori ribelli.
- Marco Patties – chitarra elettrica in Spegni la luce
- Giorgio Mantovan – chitarra classica in Svegliati San Giovanni
- Joe Damiani – djembè, tamburello
- Andrea Pozzoli – arpa celtica in Rosso su verde e Mio capitano, fisa a fiato in Lunga vita a Johnny, tin whistle in Dino Campana
- Ruth Gerson – voce in Mio capitano
- Mauro Spina – batteria, seconda voce in L'usignolo
- Danilo Sacco – voce narrante in Cuori ribelli